# Harreveld

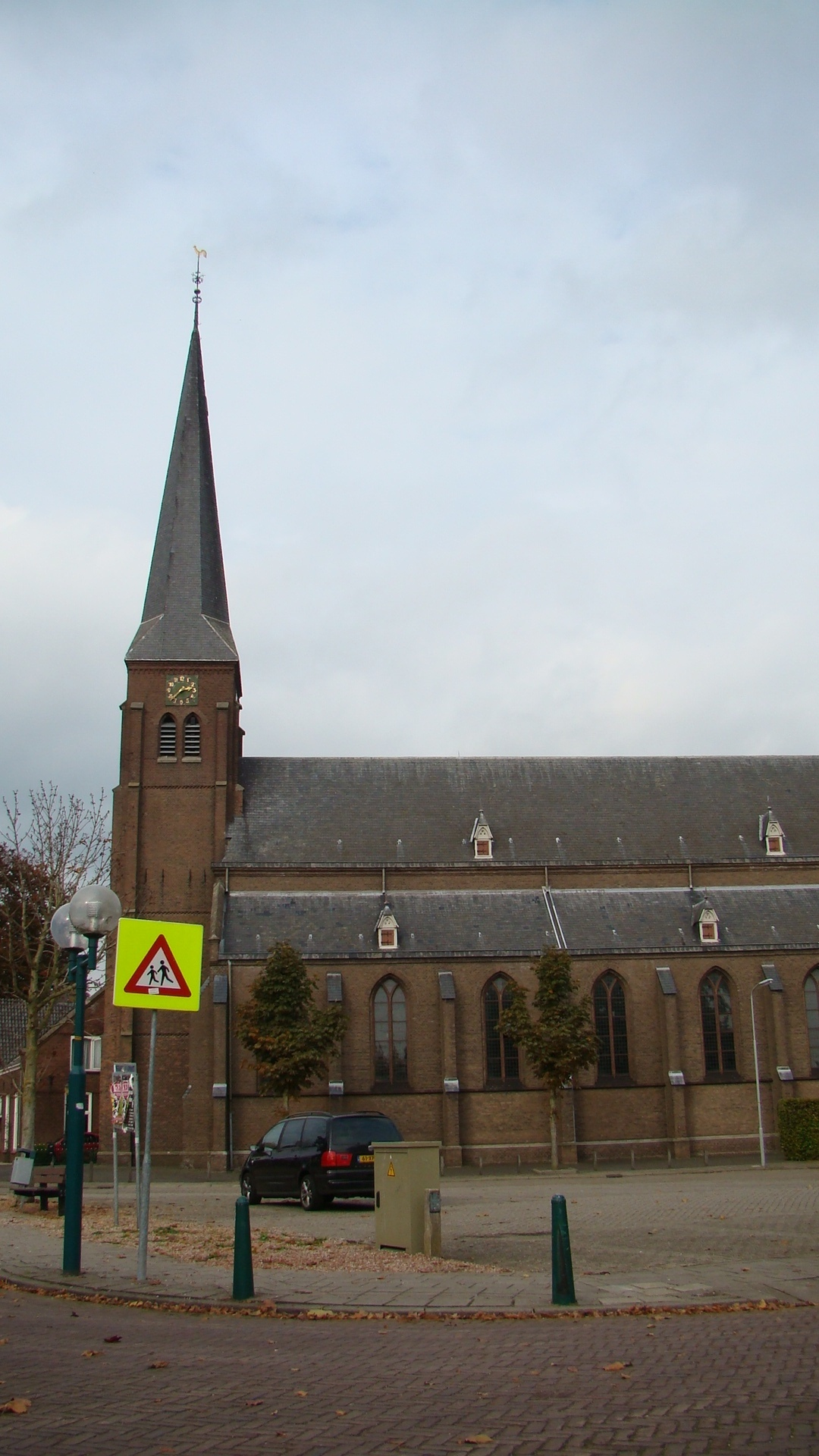
Sint-Agathakerk in Harreveld

Harreveld (in het Nedersaksisch ook wel: Harvelle) is een kerkdorp in de Nederlandse gemeente Oost Gelre, gelegen in de Gelderse Achterhoek. Het dorp telde op 1 januari 2023 1.360 inwoners.
In het centrum van de plaats staat de Sint-Agathakerk, vernoemd naar de patrones Agatha van Sicilië. Nabij het dorp, aan de Varsseveldseweg, staat een beltkorenmolen uit 1819, de "Hermien". In Harreveld is een instelling voor intensieve jeugdzorg gevestigd. Deze staat op de plek waar voorheen de havezathe Harreveld stond, met name bekend door haar voormalige bewoonster freule Judith van Dorth.
Traditioneel vindt de kermis ieder jaar in het pinksterweekend plaats met vogelschieten, tienkamp en kinderspelen.

## Verenigingsleven
De naam KSH, afkorting van Katholiek Sportleven Harreveld, is verbonden aan de plaatselijke voetbal-, volleybal-, gymnastiek- en tennisvereniging. De naam kwam ter vervanging van HVC (Harreveldse Voetbalclub, opgericht op 14 september 1934), toen na de Tweede Wereldoorlog een afdeling korfbal voor meisjes bij kwam. De naam KSH werd als algemener gezien
Naast de genoemde sporten zijn er diverse andere sporten beoefend onder de vlag van KSH, zoals handbal, wandelen, tafeltennis en biljart. Daardoor heeft de vereniging een belangrijke plaats verworven in het Harreveldse dorpsleven, aanvankelijk vooral voor jongeren, later meer en meer voor alle leeftijden. In 2004 telde KSH 225 leden voor de afdeling voetbal en 235 leden voor de overige afdelingen.

### Bloemencorso
Namens Harreveld doet de vereniging De Witte Brug jaarlijks mee aan de bloemencorso van Lichtenvoorde. De corsogroep is opgericht in 1979 en bestaat uit circa 50 leden.

### Stichting Survival Harreveld (SSH)
De Harreveldse survival vereniging SSH organiseert ieder jaar in juni een survivalrun, waarbij wedstrijdlopers aan verschillende wedstrijdklassen deelnemen. Per jaar zijn er zo'n 800 tot 1000 wedstrijdlopers, die de verschillende parcours in en rond het dorp afleggen.

### Carnavalsvereniging de Zandbieters
De Zandbieters is de Harreveldse carnavalsvereniging die in juli 2013 55 jaar bestond. Traditioneel vindt op carnavalszondag een optocht plaats.

### Harmonie St. Agatha
Harmonie St. Agatha is de plaatselijke muziekvereniging die uitkomt in de vierde divisie. De vereniging is opgericht in 1966 en speelt muziek van klassiek tot modern.

## Harreveld On Wheels and Airshow
Zestien jaar lang vond op Hemelvaartsdag te Harreveld een groot evenement plaats, genaamd Harreveld on Wheels. Deze gebeurtenis, waar jaarlijks een groot aantal bezoekers op afkwam (in 2003 circa 30.000 bezoekers) stond met name in het teken van motorcross en een grote vliegshow. Het was jarenlang de grootste particuliere vliegshow van Nederland, met shows van onder andere de Hawk, F-16, Apache, Chinook, Fokker Four, Grasshoppers en Lelycopters. Sinds 2004 wordt dit evenement niet meer toegestaan door het Ministerie van Verkeer en Waterstaat.

## Geboren in Harreveld
- Freek Rikkerink (1993), Nederlands zanger van het duo Suzan & Freek